# Pavel Tchelitchev
Pavel Tchelitchev (en russe : Павел Фёдорович Челищев, Pavel Fiodorovitch Tchelichtchev ; 21 septembre 1898, gouvernement de Kalouga – 31 juillet 1957, Rome), transcription officielle de l'époque : Pawel Tchelitchew, est un artiste russe qui prit la nationalité américaine en 1952 et qui fut à la fois peintre surréaliste et créateur de décors et de costumes de théâtre. Il passa la plus grande partie de sa carrière en France.

## Biographie
Né dans le gouvernement de Kalouga, à environ 300 km de Moscou, Pavel Tchelitchev appartenait à l'aristocratie russe. Il fut élevé par des précepteurs de diverses nationalités qui surent éveiller son intérêt pour les arts. 
Après la révolution d'Octobre (1917), Pavel Tchelitchev suivit sa famille à Kiev, alors hors de contrôle des communistes, et étudia le dessin sous la direction d'Alexandra Exter. Ce fut là qu'il produisit ses premiers décors de théâtre. En 1920, fuyant l'avancée de l'Armée rouge, il s'installa à Odessa, puis en 1921 il gagna Berlin, où il commença une carrière en tant que décorateur de théâtre et d'opéra. 
Enfin, il arriva à Paris en 1923 et effectua ses débuts de portraitiste. Au Salon d'automne de 1925, Gertrude Stein remarqua son talent et lui acheta tout le contenu de son atelier. C'est par son intermédiaire qu'elle fit la connaissance de René Crevel, dans ce groupe d'artistes et d'intellectuels où se côtoyaient Christian Bérard, Eugène Berman (qui exposèrent en 1926 à la galerie Druet, en même temps que Tchelitchev), le photographe et écrivain Carl van Vechten, le traducteur Bernard Faÿ, mais aussi la poétesse Edith Sitwell, dont Tchelitchev réalisa le portrait. Selon une rumeur, il semble qu'Edith Sitwell ait éprouvé pour lui une passion malheureuse.
Toujours à Paris, Pavel Tchelitchev travailla ensuite pour Serge de Diaghilev en créant des décors et des costumes pour les Ballets russes en 1928.
En 1930, Tchelitchev présenta ses œuvres dans le cadre d'une exposition collective au Museum of Modern Art de New York, ouvert depuis 1929. Quatre ans plus tard, il décida de quitter Paris avec son compagnon, l'écrivain Charles Henri Ford (en), et de vivre à New York, où il continua à travailler pour des metteurs en scène et des chorégraphes, tels George Balanchine ou encore A. Everett Austin, le directeur du Wadsworth Atheneum de Hartford, Connecticut, pour lesquels il dessina des décors et des costumes de ballet.
De 1940 à 1947, il publia des illustrations dans le magazine surréaliste View, dirigé par Charles Henri Ford et par le critique de cinéma Parker Tyler (en). 
Tchelitchev acquit la nationalité américaine en 1952. À la suite d'une crise cardiaque survenue en 1956 au cours d'un voyage à Frascati, il meurt à Rome le 31 juillet 1957. Ses cendres ont été déposées dans la case 6 681 du columbarium du cimetière du Père-Lachaise.